# Hotel Fährstraße 5
Das ehemalige Hotel Fährstraße 5 unweit der Fähranlage über die Oste in der niedersächsischen Samtgemeinde Land Hadeln, Gemeinde Osten im Landkreis Cuxhaven, stammt aus der zweiten Hälfte des 19. Jahrhunderts. Aktuell (2024) wird es als Wohnhaus genutzt.
Das Gebäude steht unter Denkmalschutz (siehe auch Liste der Baudenkmale in  Osten (Oste)).

## Geschichte und Beschreibung
Das zweigeschossige traufständige historisierende verputzte Gebäude mit hohlpfannengedecktem Satteldach wurde 1873 gebaut. Die Fassaden wurden gestaltet durch Fenster- und Türöffnungen mit Rundbögen, betont durch bogenumlaufende Putzprofile, durch Eck- und Mittellisenen und profilierten Gurtgesimsen an den drei Straßenseiten sowie durch die mittige Haupteingangstür mit zweistufiger Freitreppe.
Das Landesdenkmalamt befand u. a.: „… dokumentiert den Einfluss städtischer Vorbilder auf das ländliche Hotelbauwesen …“
An der Fährstraße sind die Häuser Nr. 1, Nr. 3, Nr. 5, Nr. 8b, Nr. 7 und Nr. 18 denkmalgeschützt.